# اشتوتگارت
اشتوتگارت (به آلمانی: Stuttgart) () پایتخت ایالت بادن-وورتمبرگ در جنوب غربی کشور آلمان است. این شهر بر روی رودخانه نکار (Neckar) واقع شده‌است که مردم محلی به آن «دیگ بخار اشتوتگارت» می‌گویند. این شهر ششمین شهر بزرگ آلمان محسوب می‌شود و یکی از امن‌ترین شهرهای آلمان است که بعد از نورنبرگ در رتبه دوم قرار گرفته‌است.

## جغرافیا
محدوده مرکزی اشتوتگارت در دره ای بارور در حدود ۹۰۰ فوت (۲۷۰ متر) بالاتر از سطح دریا قرار دارد. اشتوتگارت منطقه ای حدود ۲۰۷٫۳۵ کیلومتر مربع را پوشش می‌دهد و یکی از ۱۴ مرکز منطقه ای در بادن-وورتمبرگ است و به‌طور طبیعی مرکز اصلی منطقه اشتوتگارت است.

## جمعیت‌شناسی
جمعیت شهر اشتوتگارت به‌طور پیوسته بین سال ۱۹۶۰ (۶۳۷٬۵۳۹) و ۲۰۰۰ (۵۸۶٬۹۷۸) کاهش یافت. سپس سطوح پایین بیکاری و فرصت‌های جذابی در زمینه تحصیلات متوسطه منجر به رشد جمعیت جدید شد، که به ویژه توسط بزرگسالان جوان آلمان شرقی پیش می‌رود. برای اولین بار در بعد از چند دهه، در سال ۲۰۰۶، در شهر نیز تولد بیشتر از مرگ بود. در آوریل ۲۰۰۸ در شهر ۵۹۰۷۲۰ نفر جمعیت داشتند.

### مهاجران
در سال ۲۰۰۰، ۲۲٫۸ درصد از جمعیت شهروندی آلمان را نداشتند، در سال ۲۰۰۶ این میزان به ۲۱٫۷ درصد کاهش یافت. بزرگ‌ترین گروه از اتباع خارجی ترک‌ها (۲۲۲۵۲)، یونانیان (۱۴٬۳۴۱)، ایتالیایی‌ها (۱۳٬۹۷۸)، کراوات (۱۲٬۹۸۵)، صرب‌ها (۱۱٬۵۴۷) و مهاجران از رومانی، بوسنی و هرزگوین، پرتغال، لهستان، فرانسه و اتریش بودند. ۳۹٪ اتباع خارجی از اتحادیه اروپا (بیشتر ایتالیا، یونان و لهستان) هستند.

### مذهب
در سال ۲۰۱۴، ۲۶٫۲ درصد از ساکنان پروتستان و ۲۴٫۰ درصد از کاتولیک‌های رومی بودند. ۴۹٫۸ درصد از جمعیت به دسته‌های دیگر وارد شدند: مسلمانان، یهودیان و کسانی که یا هیچ مذهبی دنبال نمی‌کردند یا در آمار رسمی ثبت نشده‌اند.

### بیکاری
نرخ بیکاری در منطقه اشتوتگارت بالاتر از میانگین بادن وورتمبرگ است اما در مقایسه با دیگر مناطق شهری در آلمان بسیار کم است. در نوامبر ۲۰۰۸، قبل از زمستان سالیانه، بیکاری در منطقه اشتوتگارت ۳٫۸٪ بود که ۰٫۱٪ پایین‌تر از نرخ بادن وورتمبرگ بود و در فوریه ۲۰۰۹ ۴٫۷٪ بود. نرخ بیکاری در خود شهر اشتوتگارت در طول دوره مشابه ۵٫۲ و ۶٫۰ درصد بود (به ترتیب ۸ نوامبر و ۹ فوریه).

## اقتصاد
اشتوتگارت به عنوان یکی از صنعتی‌ترین شهرهای آلمان و حتی اروپا به‌شمار می‌رود.
با داشتن حدود ۱۵۰۰ شرکت کوچک و متوسط، منطقه اشتوتگارت یکی از مراکز آلمان است که در درجه اولِ تأمین کننده شرکت‌های بزرگ خودرو و ماشین‌سازی هستند؛ و همچنین در زمینه اشتغال سهم به سزایی دارند. اشتوتگارت از بازار پویا برای ارائه دهندگان خدمات برخوردار است و یکی از مهم‌ترین مراکز مالی در آلمان است.
شرکت‌های برجسته اشتوتگارت عبارتند از: دایملر، پورشه، بوش (دفتر مرکزی)، زیمنس، کوداک، لِنُوو، شرکت پست آلمان، شرکت ابزار سازی ووستن رُت (Wüstenrot & Württembergische)، شرکت تولید برق استان بادن وورتمبرگ و ….

### مراکز خرید اشتوتگارت
معروفترین مرکز خرید اشتوتگارت خیابان Königstraße است که در خود فروشگاه‌های مختلفی را جای داده.
- در محدوده فایهینگن مرکز خرید Schwabengalerie.
- در مرکز شهر و نزدیکی ایستگاه راه‌آهن، مرکز خرید Milaneo.
پژوهشگاه دولتی در اشتوتگارت ۱۱٪ از کل بودجه تحقیق و توسعه R&D دولت فدرال را به خود اختصاص داده‌است که این خود رقمی بالغ بر ۱٫۲ میلیارد یورو می‌باشد.
کارخانه مرکزی پورشه در منطقه زوفن‌هاوزن و اداره مرکزی شرکت سهامی دایملر آگ در اشتوتگارت قرار دارند.
اشتوتگارت دارای نهمین نمایشگاه بزرگ آلمان است که در حومه شهر و در کنار فرودگاه اشتوتگارت به مساحت ۱۰۵۲۰۰ مترمربع قرار دارد.
چهار نمایشگاه بزرگ سالانه عبارتند از: CMT – Caravan – Motor und Touristik , Retro Classics.
فرودگاه اشتوتگارت بزرگ‌ترین فرودگاه در استان بادن وورتمبرگ است که در قسمت جنوبی شهر واقع شده‌است. این فرودگاه درحال حاضر ظرفیت جابجایی حدود ۱۰ میلیون مسافر را دارد.
بندر اشتوتگارت دومین بندر داخلی در رودخانه نکار است که یک مرکز حمل و نقل مهم در منطقه اشتوتگارت به حساب می‌آید.

### ترافیک اشتوتگارت توسط وسایل حمل و نقل عمومی
- هفت خط قطار تندرو(S-Bahn) که شهرهای کوچک اطراف را به یکدیگر متصل می‌کند
- ۱۵خط ریلی داخل شهری و زیرزمینی (U-Bahn)
- یک خط قطار زنجیری (Zahnradbahn)
- یک خط تله کابین(Seilbahn)
- و ۵۶ خط اتوبوس وجود دارد که توسط شرکت (Stuttgarter Straßenbahnen AG) اداره می‌شود.
همچنین تعدادی شرکت‌های حمل و نقل خصوصی نیز در اشتوتگارت برای کمک به سیستم ترافیک وجود دارند.
ایستگاه قطار اشتوتگارت یکی از مهم‌ترین نقاط اتصال قطارهای بین شهری در استان بادن وورتمبرگ است. اتصال بین شهرهایی همچون برلین، هامبورگ، مونیخ و همچنین شهرهایی در کشورهای همسایه مانند: پاریس، وین، زوریخ، بوداپست و … ممکن می‌باشد.